# Aeclanum
Aec(u)lanum war eine antike Stadt der samnitischen Hirpiner. Sie lag im mittleren Calore-Tal, 22 Kilometer südöstlich von Benevent und etwa 70 km nordöstlich von Neapel, an der Stelle, wo sich die Via Herdonitana (auch Aeclanensis) und die Via Appia kreuzten, nahe dem heutigen Mirabella Eclano in der Provinz Avellino.
89 v. Chr. wurde die Stadt von Sulla eingenommen und zum municipium der tribus Cornelia (später gehörte sie zur augusteischen regio II Italiens). Im 2. Jahrhundert wurde die dem corrector Apuliae et Calabriae unterstellte Stadt colonia Aelia Augusta genannt. In der Spätantike war die Stadt Bischofssitz; bekanntester Bischof war im 5. Jahrhundert der Pelagianer Julian von Aeclanum. Auf das 1059 aufgelöste Bistum geht das heutige Titularbistum Aeclanum zurück. 662 zerstörten Truppen von Constans II. die Stadt.

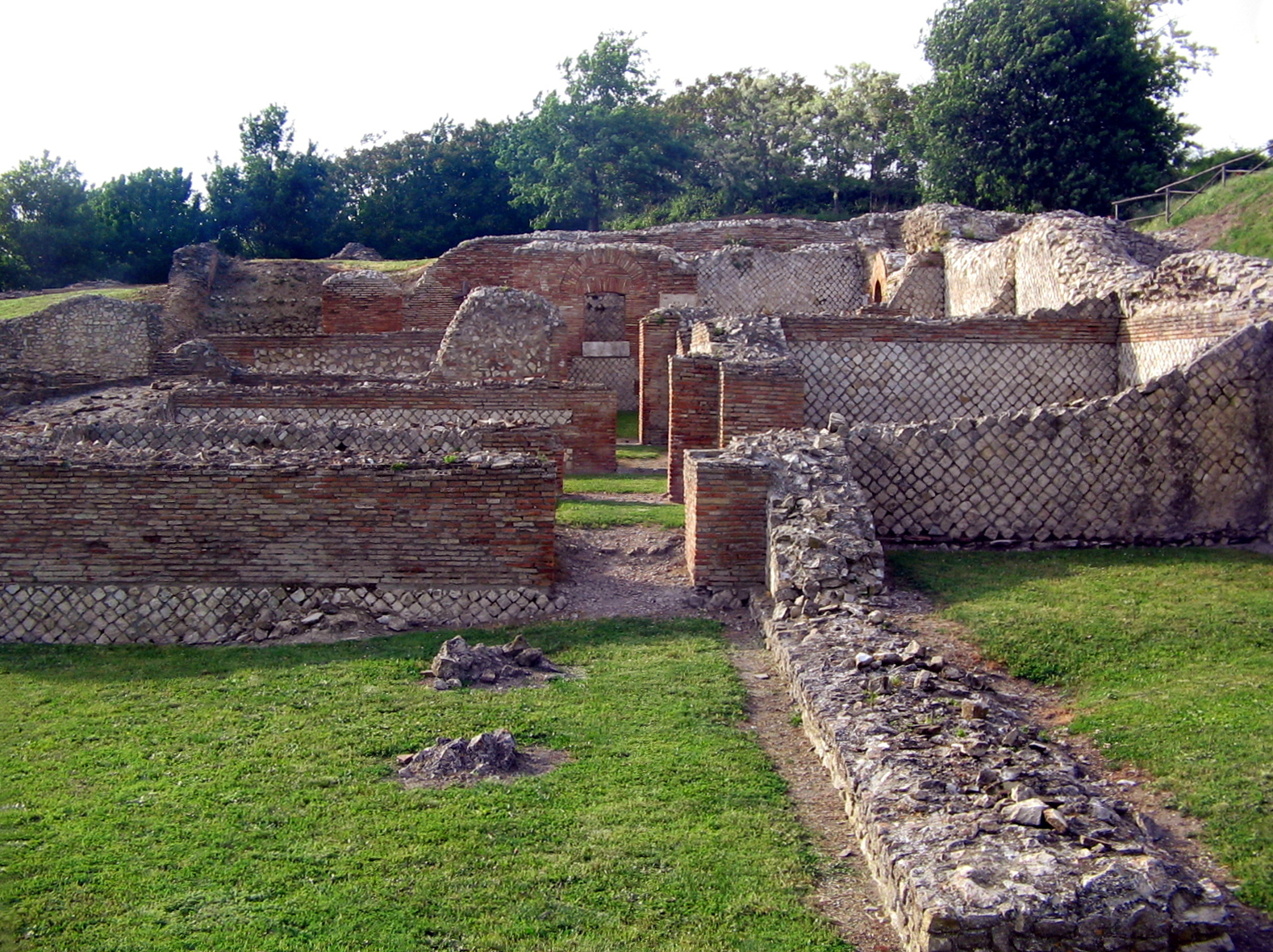
Thermen von Aeclanum

Reste gibt es heute von der Stadtmauer, die drei Tore hatte und alle 20 Meter einen Wehrturm. Hinzu kommen ein Theater, ein Amphitheater, ein Macellum, große Thermen, eine Zisterne, ein Aquädukt sowie eine frühchristliche Basilika und ein Baptisterium.
In der Nähe von Mirabella Eclano befindet sich eine Grotte (Grotte di Passo) mit Ruinen und einer oskischen Inschrift.